# Vayechi

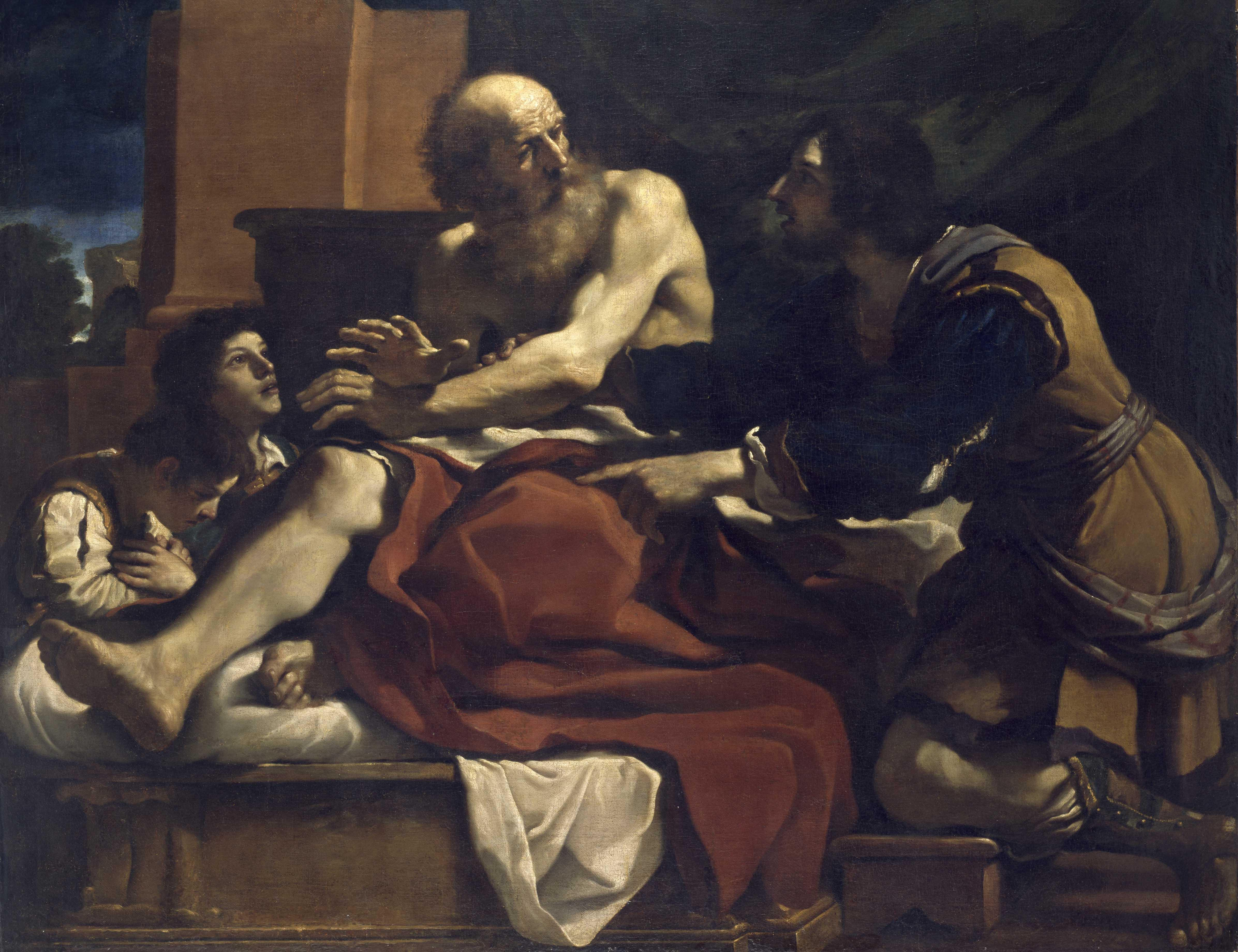
Jacó, Efraim e Manassés (pintura do século 17, por Guercino).

Vayechi, Vayehi, ou Vayhi (em hebraico: וַיְחִי, cujo significado é "e ele viveu", a primeira palavra da Parashá) é a décima segunda porção semanal da Torá (Parashá) no ciclo anual judaico de leitura da Torá e o último no Livro de Gênesis. Ela é constituída de Gênesis 47:28 - Gênesis 50:26. Os judeus na diáspora a leem no décimo segundo Shabat após o Simchat Torá, geralmente em Dezembro ou Janeiro.

## Resumo

### Enterro em Canaã
Jacó viveu no Egito 17 anos, e viveu até os 147 anos de idade. Quando a morte de Jacó se aproximava, ele chamou seu filho José e lhe pediu para colocar a mão debaixo de sua coxa e jurar que não iria enterrá-lo no Egito, mas iria enterrá-lo com seu pai e avô. José concordou, mas Jacé insistiu para que ele jurasse e assim ele o fez, e Jacó se curvou.